# Arminianisme

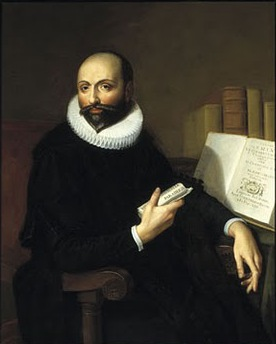
Arminius

Arminianisme is een school van soteriologisch denken binnen het protestantse christendom gebaseerd op de theologische ideeën van de gereformeerde theoloog Jacobus Arminius (1560-1609) en zijn historische volgelingen, de remonstranten. De discussie omtrent aanvaarding is bijna net zo oud als het christendom zelf, voorbeelden zijn  Athanasius' en Augustinus' verdediging van 'erfzonde'. 
Het Nederlandse arminianisme is oorspronkelijk verwoord in de Vijf artikelen van de remonstranten (1610), een theologische verklaring ondertekend door 45 predikanten en voorgelegd aan de Staten-Generaal. Deze verklaring zal aan gereformeerde zijde in de Synode van Dordrecht beantwoord worden door de Dordtse Leerregels. 
De vijf artikelen verdedigden:
1. uitverkiezing (en veroordeling op de dag des oordeels) wordt bepaald door het geloof of het ongeloof van de mens;
2. de verzoening, hoewel voldoende voor alle mensen, is alleen werkzaam voor de gelovige;
3. zonder hulp van de Heilige Geest is geen mens in staat om te reageren op de wil van God;
4. genade is niet onweerstaanbaar, en
5. gelovigen zijn in staat om zonde te weerstaan, maar kunnen nog wel steeds hun eeuwige redding verspelen door Gods genade af te wijzen.

Het kernpunt van het klassiek arminianisme lag in de stelling dat de menselijke waardigheid een onverkorte vrijheid van de wil vereist.
Sinds de 16e eeuw zijn veel christenen, van vele stromingen waaronder het evangelisch christendom, beïnvloed door het arminiaanse standpunt.
Het arminianisme omvat in het meest nauwkeurige gebruik degenen die de oorspronkelijke opvattingen van Jacobus Arminius zelf bevestigen, maar de term kan ook worden opgevat als een paraplu voor een grotere groep van ideeën waaronder die van Hugo de Groot en John Wesley. Er zijn twee belangrijke perspectieven op hoe het systeem wordt toegepast in detail: klassiek arminianisme, die Arminius ziet als haar boegbeeld, en wesleyaans arminianisme die John Wesley ziet als boegbeeld. Wesleyaans arminianisme wordt soms synoniem met methodisme.
Binnen het bredere kader van de geschiedenis van de christelijke theologie is arminianisme nauw verwant aan het calvinisme, en de twee systemen delen zowel de geschiedenis als vele doctrines. Toch worden ze vaak gezien als rivalen binnen het evangelicalisme door hun onenigheid in de leerstellingen van de goddelijke predestinatie en heil.